# A Whiter Shade of Pale (Annie Lennox)
| Recensione | Giudizio |
| ---------- | -------- |
| AllMusic   | [ 1 ]    |

A Whiter Shade of Pale è un singolo della cantante britannica Annie Lennox, pubblicato il 10 giugno 1995 come secondo estratto dall'album Medusa.

## Descrizione
Il singolo rappresenta una delle più celebri cover della canzone A Whiter Shade of Pale dei Procol Harum nel loro singolo omonimo, arrangiata nuovamente in una versione più pop da Stephen Lipson.
Il singolo è stato pubblicato nel 1995 dalle etichette discografiche Arista Records, BMG e RCA in Europa, Stati Uniti, Australia e Giappone in numerosi formati: 7", 12", CD single e musicassetta. Nei soli Stati Uniti ne è stata inoltre pubblicata un'edizione home video VHS su standard NTSC, contenente il videoclip della canzone.
Raggiunse il #16 posto della classifica dei singoli nel Regno Unito ed è incluso nella prima raccolta antologica di Annie Lennox, The Annie Lennox Collection, pubblicata nel 2009.
Nel videoclip Annie Lennox canta su un'altalena mentre intorno a lei scorre la vita di vari personaggi di un circo.

## Tracce (parziale)
CD UK
1. A Whiter Shade of Pale (edit) – 4:53
2. Heaven – 4:52
3. (I'm Always Touched By Your) Presence Dear – 3:05
4. Love Song for a Vampire – 4:17

CD USA
1. A Whiter Shade of Pale (edit) – 4:53
2. Ladies of the Canyon – 3:40

## Classifiche
| Classifica             | Posizione migliore |
| ---------------------- | ------------------ |
| Regno Unito            | 1                  |
| Irlanda                | 1                  |
| Canada                 | 37                 |
| Francia                | 1                  |
| Germania               | 1                  |
| Svizzera               | 26                 |
| Australia              | 1                  |
| U.S. Billboard Hot 100 | 5                  |